# National League B 2015/16
Die Spielzeit 2015/16 war die 69. reguläre Austragung der National League B, der zweiten Spielklasse im Schweizer Eishockeysport. Die Saison begann am 11. September 2015 und endete am 13. Februar 2016. Die Play-offs begannen am 16. Februar 2016.

## Teilnehmer
Neu dabei waren der Absteiger aus der National League A, die SC Rapperswil-Jona Lakers, die den Aufsteiger der Saison 2014/15 (die SCL Tigers) ersetzten sowie der Amateurmeister EHC Winterthur.
| Team                      | Standort          | Eishalle               | Kapazität |
| ------------------------- | ----------------- | ---------------------- | --------- |
| HC Ajoie                  | Porrentruy        | Patinoire du Voyeboeuf | 4200      |
| HC La Chaux-de-Fonds      | La Chaux-de-Fonds | Patinoire des Mélèzes  | 7200      |
| SC Langenthal             | Langenthal        | Eishalle Schoren       | 4320      |
| GCK Lions                 | Küsnacht          | KEK Küsnacht           | 2800      |
| EHC Olten                 | Olten             | Eisbahn Kleinholz      | 6500      |
| SC Rapperswil-Jona Lakers | Rapperswil-Jona   | Diners Club Arena      | 6100      |
| HC Red Ice                | Martigny          | Forum d'Octodure       | 3520      |
| Hockey Thurgau            | Weinfelden        | Güttingersreuti        | 3100      |
| EHC Visp                  | Visp              | Litterna-Halle         | 4300      |
| EHC Winterthur            | Winterthur        | Eishalle Deutweg       | 2496      |

## Hauptrunde

### Tabelle
Abkürzungen: S = Siege, N = Niederlagen, OTS = Siege nach Verlängerung oder Penaltyschießen, OTN = Niederlagen nach Verlängerung oder Penaltyschießen, TVH = Torverhältnis
| Rang | Verein                    | Spiele | S  | N  | OTS | OTN | Tore    | TVH | Punkte |
| ---- | ------------------------- | ------ | -- | -- | --- | --- | ------- | --- | ------ |
| 01.  | SC Rapperswil-Jona Lakers | 45     | 27 | 10 | 6   | 2   | 162:105 | +57 | 95     |
| 02.  | SC Langenthal             | 45     | 26 | 10 | 3   | 6   | 164:122 | +42 | 90     |
| 03.  | EHC Olten                 | 45     | 22 | 9  | 6   | 8   | 178:124 | +54 | 86     |
| 04.  | HC La Chaux-de-Fonds      | 45     | 23 | 14 | 6   | 2   | 157:125 | +32 | 83     |
| 05.  | HC Ajoie                  | 45     | 24 | 17 | 2   | 2   | 171:131 | +40 | 78     |
| 06.  | EHC Visp                  | 45     | 18 | 18 | 4   | 5   | 164:161 | +3  | 67     |
| 07.  | HC Red Ice                | 45     | 17 | 21 | 3   | 4   | 113:128 | −15 | 61     |
| 08.  | Hockey Thurgau            | 45     | 14 | 25 | 4   | 2   | 124:164 | −40 | 52     |
| 09.  | GCK Lions                 | 45     | 11 | 30 | 2   | 2   | 107:183 | −76 | 39     |
| 010. | EHC Winterthur            | 45     | 6  | 34 | 1   | 4   | 99:196  | −97 | 24     |

## Play-offs
Die Play-offs wurden im Modus Best-of-Seven ausgetragen.

### Turnierbaum
| Viertelfinal                                          | Viertelfinal                                          | Viertelfinal                                          |                                                       | Halbfinal                                             | Halbfinal                                             | Halbfinal                                             |   |             | Finale   | Finale | Finale |
|                                                       |                                                       |                                                       |                                                       |                                                       |                                                       |                                                       |   |             |          |        |        |
| 1                                                     | SCRJ Lakers                                           | 4                                                     |                                                       |                                                       |                                                       |                                                       |   |             |          |        |        |
| 8                                                     | Hockey Thurgau                                        | 3                                                     |                                                       |                                                       |                                                       |                                                       |   |             |          |        |        |
|                                                       |                                                       |                                                       | 1                                                     | SCRJ Lakers                                           | 4                                                     |                                                       |   |             |          |        |        |
|                                                       |                                                       |                                                       | 7                                                     | HC Red Ice                                            | 0                                                     |                                                       |   |             |          |        |        |
| 2                                                     | SC Langenthal                                         | 2                                                     |                                                       |                                                       |                                                       |                                                       |   |             |          |        |        |
| 7                                                     | HC Red Ice                                            | 4                                                     |                                                       |                                                       |                                                       |                                                       |   |             |          |        |        |
| (Die Teams werden nach der ersten Runde neu gesetzt.) | (Die Teams werden nach der ersten Runde neu gesetzt.) | (Die Teams werden nach der ersten Runde neu gesetzt.) | (Die Teams werden nach der ersten Runde neu gesetzt.) | (Die Teams werden nach der ersten Runde neu gesetzt.) | (Die Teams werden nach der ersten Runde neu gesetzt.) | (Die Teams werden nach der ersten Runde neu gesetzt.) | 1 | SCRJ Lakers | 2        |        |        |
| (Die Teams werden nach der ersten Runde neu gesetzt.) | (Die Teams werden nach der ersten Runde neu gesetzt.) | (Die Teams werden nach der ersten Runde neu gesetzt.) | (Die Teams werden nach der ersten Runde neu gesetzt.) | (Die Teams werden nach der ersten Runde neu gesetzt.) | (Die Teams werden nach der ersten Runde neu gesetzt.) | (Die Teams werden nach der ersten Runde neu gesetzt.) |   | 5           | HC Ajoie | 4      |        |
| 3                                                     | EHC Olten                                             | 4                                                     |                                                       |                                                       |                                                       |                                                       |   |             |          |        |        |
| 6                                                     | EHC Visp                                              | 3                                                     |                                                       |                                                       |                                                       |                                                       |   |             |          |        |        |
|                                                       |                                                       |                                                       | 3                                                     | EHC Olten                                             | 2                                                     |                                                       |   |             |          |        |        |
|                                                       |                                                       |                                                       | 5                                                     | HC Ajoie                                              | 4                                                     |                                                       |   |             |          |        |        |
| 4                                                     | HC La Chaux-de-Fonds                                  | 2                                                     |                                                       |                                                       |                                                       |                                                       |   |             |          |        |        |
| 5                                                     | HC Ajoie                                              | 4                                                     |                                                       |                                                       |                                                       |                                                       |   |             |          |        |        |
|                                                       |                                                       |                                                       |                                                       |                                                       |                                                       |                                                       |   |             |          |        |        |

### Final
| 20. März 2016 19:45 Uhr | SCRJ Lakers Profico, McGregor, Schmutz, Kuonen, Mason, Schommer | 6:2 (3:2, 2:2, 1:0) Spielbericht | HC Ajoie Hazen, Orlando | Diners Club Arena, Rapperswil-Jona Zuschauer: 4'012 |

| 22. März 2016 19:45 Uhr | HC Ajoie Horansky, Hazen, Devos, V. Barbero | 4:1 (1:0, 1:1, 2:0) Spielbericht | SCRJ Lakers Sataric | Voyeboeuf, Porrentruy Zuschauer: 3'209 |

| 24. März 2016 19:45 Uhr | SCRJ Lakers Hügli | 1:2 (1:1, 0:0, 0:1) Spielbericht | HC Ajoie Hazen, Devos | Diners Club Arena, Rapperswil-Jona Zuschauer: 4'617 |

| 26. März 2016 19:45 Uhr | HC Ajoie Ryser, Devos (2), Horansky, Hazen | 5:1 (2:0, 1:1, 2:0) Spielbericht | SCRJ Lakers Schlagenhauf | Voyeboeuf, Porrentruy Zuschauer: 4'070 |

| 29. März 2016 19:45 Uhr | SCRJ Lakers McGregor (2), Schmutz, Clark | 4:3 (1:2, 0:1, 2:0, 1:0) Spielbericht | HC Ajoie Barras, Mäder (2) | Diners Club Arena, Rapperswil-Jona Zuschauer: 3'672 |

| 1. April 2016 19:45 Uhr | HC Ajoie Devos, Barras (3) | 4:2 (0:0, 3:1, 1:1) Spielbericht | SCRJ Lakers Clark, Schlagenhauf | Voyeboeuf, Porrentruy Zuschauer: 4'200 |